# Amor Layouni
Amor Layouni (Falun, 3 ottobre 1992) è un calciatore svedese naturalizzato tunisino, attaccante dell'Häcken.

## Carriera

### Club
Layouni ha vestito la maglia del Falu, prima di passare al Brage in data 9 luglio 2013: il trasferimento sarebbe stato ratificato il 15 luglio, alla riapertura del calciomercato locale. Ha esordito con questa maglia, in Superettan, in data 5 agosto: ha sostituito Andreas Ljunggren-Eriksson nella partita casalinga persa per 0-1 contro l'Ängelholm.
Il 4 dicembre 2015 è stato reso noto il suo trasferimento al Degerfors, a partire dal nuovo anno. Ha giocato la prima partita di campionato con questa casacca il 10 aprile 2016, schierato titolare nel pareggio per 1-1 arrivato in casa del Syrianska. Il 15 maggio ha trovato la prima rete, nel 2-2 maturato sul campo del Dalkurd.
Il 1º aprile 2017 è stato ufficializzato il suo approdo ai norvegesi dell'Elverum, militanti in 1. divisjon (secondo livello del campionato locale. Il 9 aprile ha pertanto potuto effettuare il suo esordio in squadra, subentrando a Robin Hjelmeseth, in occasione del pareggio per 1-1 contro il Tromsdalen: è stato proprio Layouni a siglare il gol in favore dell'Elverum.
Il 21 giugno 2017, Layouni è stato tesserato dal Bodø/Glimt, a cui si è legato fino al termine della stagione in corso. Il 22 luglio ha potuto esordire con questa maglia, schierato titolare nel 3-3 casalingo contro il Ranheim. Il 26 settembre successivo ha trovato il primo gol, nella vittoria esterna per 2-5 arrivata sul campo dell'Ullensaker/Kisa. Il 4 ottobre 2017, Layouni ha rinnovato il contratto che lo legava al club per un'altra stagione. Al termine di quella stessa annata, il Bodø/Glimt ha centrato la promozione in Eliteserien.
L'11 marzo 2018 ha quindi giocato la prima partita nella massima divisione norvegese, schierato titolare nella vittoria interna per 3-1 sul Lillestrøm. Il 3 maggio 2018 ha prolungato ulteriormente l'accordo con il club, fino al 31 dicembre 2020. Il 27 maggio ha trovato il primo gol in Eliteserien, nel 4-0 inflitto al Ranheim.
Il 17 settembre 2019, Layouni è stato ceduto a titolo definitivo agli egiziani del Pyramids.
Il 25 gennaio 2021 ha fatto ufficialmente ritorno in Norvegia, firmando un contratto triennale con il Vålerenga: ha scelto di vestire la maglia numero 11.
L'8 febbraio 2023, gli australiani dei Western Sydney Wanderers hanno ufficializzato l'acquisto in prestito di Layouni. Il successivo 29 giugno, il Vålerenga ha confermato il termine del prestito, col rientro in squadra di Layouni.
Il 10 luglio 2023, gli svedesi dell'Häcken hanno comunicato d'aver tesserato Layouni, col giocatore che ha firmato un contratto triennale con il nuovo club.

### Nazionale
Il 6 settembre 2019, Layouni ha giocato la prima partita per la Tunisia: ha sostituito Taha Yassine Khenissi nell'amichevole contro la Mauritania, segnando la rete che ha sancito la vittoria per 1-0 della sua squadra.

## Statistiche

### Presenze e reti nei club
Statistiche aggiornate al 15 luglio 2023.
| Stagione          | Club              | Campionato        | Campionato | Campionato | Coppe nazionali | Coppe nazionali | Coppe nazionali | Coppe continentali | Coppe continentali | Coppe continentali | Supercoppe | Supercoppe | Supercoppe | Totale | Totale |
| Stagione          | Club              | Comp              | Pres       | Reti       | Comp            | Pres            | Reti            | Comp               | Pres               | Reti               | Comp       | Pres       | Reti       | Pres   | Reti   |
| ----------------- | ----------------- | ----------------- | ---------- | ---------- | --------------- | --------------- | --------------- | ------------------ | ------------------ | ------------------ | ---------- | ---------- | ---------- | ------ | ------ |
| 2012              | Falu              | D2                | 20         | 11         | CS              | 1               | 0               | -                  | -                  | -                  | -          | -          | -          | 21     | 11     |
| gen.-lug. 2013    | Falu              | D3                | 10         | 9          | CS              | ?               | ?               | -                  | -                  | -                  | -          | -          | -          | 10+    | 9+     |
| Totale Falu       | Totale Falu       | Totale Falu       | 30         | 20         |                 | 1+              | 0+              |                    | -                  | -                  |            | -          | -          | 31+    | 20+    |
| lug.-dic. 2013    | Brage             | S                 | 14         | 0          | CS              | 1               | 0               | -                  | -                  | -                  | -          | -          | -          | 15     | 0      |
| 2014              | Brage             | D1                | 22         | 5          | CS              | 0               | 0               | -                  | -                  | -                  | -          | -          | -          | 22     | 5      |
| 2015              | Brage             | D1                | 23         | 8          | CS              | 2               | 0               | -                  | -                  | -                  | -          | -          | -          | 25     | 8      |
| Totale Brage      | Totale Brage      | Totale Brage      | 59         | 13         |                 | 3               | 0               |                    | -                  | -                  |            | -          | -          | 62     | 13     |
| 2016              | Degerfors         | S                 | 25         | 4          | CS              | 3               | 0               | -                  | -                  | -                  | -          | -          | -          | 25     | 4      |
| apr.-lug. 2017    | Elverum           | 1D                | 14         | 3          | CN              | 2               | 2               | -                  | -                  | -                  | -          | -          | -          | 16     | 5      |
| lug.-dic. 2017    | Bodø/Glimt        | 1D                | 9          | 2          | CN              | -               | -               | -                  | -                  | -                  | -          | -          | -          | 9      | 2      |
| 2018              | Bodø/Glimt        | ES                | 30         | 3          | CN              | 3               | 0               | -                  | -                  | -                  | -          | -          | -          | 33     | 3      |
| gen.-set. 2019    | Bodø/Glimt        | ES                | 21         | 10         | CN              | 0               | 0               | -                  | -                  | -                  | -          | -          | -          | 21     | 10     |
| Totale Bodø/Glimt | Totale Bodø/Glimt | Totale Bodø/Glimt | 60         | 15         |                 | 3               | 0               |                    | -                  | -                  |            | -          | -          | 63     | 15     |
| set. 2019-2020    | Pyramids          | PL                | 16         | 2          | CE              | 1               | 0               | CCC                | 4                  | 1                  | -          | -          | -          | 21     | 3      |
| 2020-gen. 2021    | Pyramids          | PL                | 0          | 0          | CE              | 0               | 0               | CCC                | 0                  | 0                  | -          | -          | -          | 0      | 0      |
| Totale Pyramids   | Totale Pyramids   | Totale Pyramids   | 16         | 2          |                 | 1               | 0               |                    | 4                  | 1                  |            | -          | -          | 21     | 3      |
| 2021              | Vålerenga         | ES                | 28         | 3          | CN              | 1               | 0               | UECL               | 1                  | 0                  | -          | -          | -          | 30     | 3      |
| 2022              | Vålerenga         | ES                | 20         | 8          | CN              | 2               | 0               | -                  | -                  | -                  | -          | -          | -          | 22     | 8      |
| Totale Vålerenga  | Totale Vålerenga  | Totale Vålerenga  | 48         | 11         |                 | 3               | 0               |                    | 1                  | 0                  |            | -          | -          | 52     | 11     |
| feb.-giu. 2023    | Western Sydney W. | AL                | 11         | 4          | FFACup          | 0               | 0               | -                  | -                  | -                  | -          | -          | -          | 11     | 4      |
| lug.-dic. 2023    | Häcken            | A                 | 5          | 4          | CS              | 0               | 0               | UCL+UEL            | 3+3                | 1+1                | -          | -          | -          | 11     | 6      |
| Totale            | Totale            | Totale            | 268        | 76         |                 | 16+             | 2+              |                    | 11                 | 3                  |            | -          | -          | 295+   | 81+    |

### Cronologia presenze e reti in nazionale
| Cronologia completa delle presenze e delle reti in nazionale ― Tunisia | Cronologia completa delle presenze e delle reti in nazionale ― Tunisia | Cronologia completa delle presenze e delle reti in nazionale ― Tunisia | Cronologia completa delle presenze e delle reti in nazionale ― Tunisia | Cronologia completa delle presenze e delle reti in nazionale ― Tunisia | Cronologia completa delle presenze e delle reti in nazionale ― Tunisia | Cronologia completa delle presenze e delle reti in nazionale ― Tunisia | Cronologia completa delle presenze e delle reti in nazionale ― Tunisia |
| Data                                                                   | Città                                                                  | In casa                                                                | Risultato                                                              | Ospiti                                                                 | Competizione                                                           | Reti                                                                   | Note                                                                   |
| ---------------------------------------------------------------------- | ---------------------------------------------------------------------- | ---------------------------------------------------------------------- | ---------------------------------------------------------------------- | ---------------------------------------------------------------------- | ---------------------------------------------------------------------- | ---------------------------------------------------------------------- | ---------------------------------------------------------------------- |
| 6-9-2019                                                               | Radès                                                                  | Tunisia                                                                | 1 – 0                                                                  | Mauritania                                                             | Amichevole                                                             | 1                                                                      | 62’                                                                    |
| 10-9-2019                                                              | Radès                                                                  | Tunisia                                                                | 1 – 2                                                                  | Costa d'Avorio                                                         | Amichevole                                                             | -                                                                      | 69’                                                                    |
| 12-10-2019                                                             | Radès                                                                  | Tunisia                                                                | 0 – 0                                                                  | Camerun                                                                | Amichevole                                                             | -                                                                      | 75’                                                                    |
| 24-3-2023                                                              | Radès                                                                  | Tunisia                                                                | 3 – 0                                                                  | Libia                                                                  | Qual. Coppa d'Africa 2023                                              | -                                                                      | 66’                                                                    |
| 28-3-2023                                                              | Bengasi                                                                | Libia                                                                  | 0 – 1                                                                  | Tunisia                                                                | Qual. Coppa d'Africa 2023                                              | -                                                                      | 65’                                                                    |
| 7-9-2023                                                               | Radès                                                                  | Tunisia                                                                | 3 – 0                                                                  | Botswana                                                               | Qual. Coppa d'Africa 2023                                              | -                                                                      | 61’                                                                    |
| 12-9-2023                                                              | Il Cairo                                                               | Egitto                                                                 | 1 – 3                                                                  | Tunisia                                                                | Amichevole                                                             | -                                                                      | 82’                                                                    |
| 14-11-2024                                                             | Pretoria                                                               | Madagascar                                                             | 2 – 3                                                                  | Tunisia                                                                | Qual. Coppa d'Africa 2025                                              | -                                                                      | 46’                                                                    |
| 18-11-2024                                                             | Radès                                                                  | Tunisia                                                                | 0 – 1                                                                  | Gambia                                                                 | Qual. Coppa d'Africa 2025                                              | -                                                                      | 61’                                                                    |
| Totale                                                                 |                                                                        | Presenze                                                               | 9                                                                      |                                                                        | Reti                                                                   | 1                                                                      |                                                                        |

## Palmarès

### Club

#### Competizioni nazionali
- Coppa di Svezia: 1

Häcken: 2024-2025